# Grotte du Loup (Arcy-sur-Cure)
Pour un article plus général, voir Grottes d'Arcy-sur-Cure.
Ne pas confondre avec la grotte du Loup à Lourdes, ni avec les divers sites appelés Roche aux Loups.
La grotte du Loup est l'une des cavités du site des grottes d'Arcy-sur-Cure, entre Auxerre et Avallon dans l'Yonne, en Bourgogne, région administrative Bourgogne-Franche-Comté, France.
Elle présente la transition du Paléolithique moyen au Paléolithique supérieur.

## Situation
Les grottes d'Arcy-sur-Cure sont à environ 180 km au sud-est de Paris à vol d'oiseau, dans le sud du département de l'Yonne entre Auxerre et Avallon, à 1,3 km au sud d'Arcy-sur-Cure (2 km par la route) et à moins de 10 km au nord du parc naturel régional du Morvan.
Elles se trouvent dans le dernier grand méandre que fait la Cure juste après que cette rivière sorte du massif du Morvan. À cet endroit, la Cure est à environ 122 m d'altitude.
La grotte du Loup se trouve à environ 280 m en amont de la Grande grotte et immédiatement en amont de la grotte du Bison.

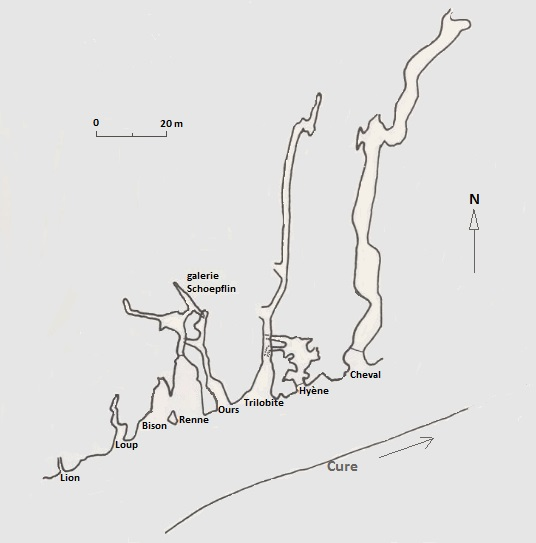
Huit cavités groupées sur environ 70 m, d'amont en aval (O-E) : Lion, Loup, Bison, Renne, Ours, Trilobite, Hyène, Cheval.

## Description
C'est une très petite cavité dont l'entrée, s'ouvrant plein sud, est en dessous de 130 m d'altitude et donc à moins de 10 m au-dessus du niveau actuel de la Cure. Son développement est de 14 m, pratiquement sans dénivelé. À l'origine[Quand ?] elle ne mesurait qu'environ 3 m par 4 m.
Côté ouest (à gauche), une paroi verticale mesurait 2 m de hauteur ; côté est, trois gradins rejoignaient la voûte. Dans le coin nord-ouest s'ouvre un tunnel.
L'auvent de cet abri s'est progressivement éboulé au cours des âges. Lors du Moustérien final elle n'avait plus que 3 m de profondeur. Au Paléolithique supérieur cette même profondeur s'est encore réduite jusqu'à 1 m à 1,50 m, si bien que les occupants d'alors ne pouvaient s'y abriter qu'en construisant une cabane adossée au fond.

## Découverte
Elle est découverte fin 1946 ou peu après par Gérard Bailloud, collaborateur d'André Leroi-Gourhan. La comtesse du Sablon, propriétaire des lieux, lui refuse l'autorisation de la fouiller mais Leroi-Gourhan, universitaire reconnu, obtient l'aval de cette dernière et se met à l'étude de cette nouvelle grotte (c'est à peu près vers cette période qu'il crée à Arcy le « chantier-école du Centre de recherches préhistoriques »).

## Archéologie
Selon A. Leroi-Gourhan, son intérêt principal réside dans ce que son remplissage présente la transition entre le Paléolithique moyen et le Paléolithique supérieur.

### Stratigraphie, industrie lithique
La couche I allie - curieusement - de la chaille du Moustérien à des raclettes du Magdalénien ancien, nommément lame du Châtelperronien avec des lamelles à retouche inverse qui amènent André Leroi-Gourhan (1950) à situer cette couche dans le Périgordien I-II (c'est-à-dire le Châtelperronien), d'autant que l’auteur a rencontré le même mélange dans la grotte du Renne voisine, sous-jacent à un assemblage appartenant clairement au Paléolithique supérieur. L'outillage est divers : burin plan, raclettes, pointe de Châtelperron et nombreuses pièces moustéroïdes rassemblant pointes, raloirs[à vérifier] et disques. 
Les raclettes sont nombreuses, comme dans la grotte du Renne voisine ; A. Leroi-Gourhan souligne qu'elles posent la question du Magdalénien ancien comparé à celui de Bagedoule ; mais elles sont également présentes dans le Moustérien final, sous forme plus grossière (burin plan et grattoir caréné de facture grossière). 
Le même auteur souligne aussi les ressemblances entre ce niveau de la grotte du Loup et le niveau inférieur du site de Beauregard en Seine-et-Marne,,, où l'on trouve la même industrie lithique. Raoul Daniel, qui a étudié Beauregard, a finalement attribué sa couche inférieure au Magdalénien ancien. 
La datation de cette couche est donc relativement incertaine, variant entre le Châtelperronien et le début du Magdalénien.
La couche II, faite de gros blocs de pierre, est archéologiquement stérile.
La couche principale (numérotée III), du Moustérien final, a livré du silex rare et de la chaille pseudo-tayacienne, d'assez nombreuses pièces de tendance aurignacienne (nuclei travaillés en rabots et burins très grossiers).
Les couches sous-jacentes (IV, V et VI) ont été endommagées par l'érosion : leur stratification est ordonnée correctement mais notablement amincie.
La couche IV est faite d'argile jaune stérile hormis des restes humains (voir paragraphe suivant).
La couche V est constituée de cailloutis sur 10 cm d'épaisseur, reposant sur 10 cm d'argile sableuse durcie. Elle a livré cinq petits silex « sans caractère » et un silex « en museau » (ou double coche) sur éclat à pan de frappe lisse et trois chailles.
La couche VI est faite d'argile et d'une mince couche de sable qui marque le niveau fluviatile retrouvé dans d'autres grottes d'Arcy. Elle a livré sept outils lithiques que Leroi-Gourhan rattache au couches moustériennes inférieures de la grotte de l'Hyène (IVb4 à IVb6).

### Restes humains
Le niveau inférieur de la couche IV a livré les premiers restes humains trouvés quelque 100 ans après la fameuse découverte par de Vibraye en 1859 de la mandibule de la grotte des Fées. Une molaire, deux incisives et deux fragments de voûte crânienne très corrodés ont été découverts dans un espace d'environ 100 × 50 cm entre les blocs de la couche III sus-jacente, dans le côté ouest de la grotte. La position de certains silex et autres débris voisins de ces ossements, suggère une inhumation possible ou un dépôt dans une cavité.

### Faune
Les vestiges de loup sont abondants au sommet de la couche III, avec au moins quatre individus adultes. Les autres animaux notés sont le bœuf (Bos) et le cheval (couches I et III, abondants) ; le renne (couche I et III, rares ; la même espèce se retrouve à la grotte de la Hyène dans la couche III et le haut de la couche IV) ; la hyène (Crocuta crocuta spelaea, couche I et III) ; l'ours des cavernes (Ursus spelaeus, couches I et III) ; une incisive de marmotte en bas de la couche I ; le cerf (Cervus elaphus de la taille d'un wapiti et avec une troisième molaire inférieure courte, couche III) ; un rhinocéros laineux (Rhinoceros tichorhinus, couche III) ; un mammouth laineux (Elephas primigenius, couche III, une molaire) ; et le renard (couche III) avec deux individus dont un Vulpes vulpes et peut-être aussi un renard polaire (Vulpes lagopus) ou renard corsac (Vulpes corsac).
Concernant la faune, le sable de la couche VI est stérile alors que celui de la grotte de l'Hyène a livré des vestiges de faune de climat chaud.

## Protection
Elle est l'une des seize cavités, grottes et galerie du site d'Arcy conjointement inscrites comme Monument historique en 1992.